# Niedermodern
 Niedermodern (en alsacià Nídermodere) és un municipi francès, situat a la regió del Gran Est, al departament del Baix Rin. L'any 2004 tenia 724 habitants.
Forma part del cantó de Reichshoffen, del districte de Haguenau-Wissembourg i de la Comunitat d'aglomeració de Haguenau.

## Demografia
| 1962 | 1968 | 1975 | 1982 | 1990 | 1999 |
| ---- | ---- | ---- | ---- | ---- | ---- |
| 507  | 523  | 622  | 626  | 573  | 691  |

## Administració
| Període | Identitat       | Partit |
| ------- | --------------- | ------ |
| 2001-   | Raymond Bastian |        |